# Синглтон, Гордон
Джеффри Гордон Синглтон (англ. Geoffrey Gordon Singleton; 9 августа 1956, Ниагара-Фолс, Онтарио — 23 марта 2024, там же) — канадский велогонщик, специализировавшийся в трековых гонках. Чемпион мира (1982, кейрин), Панамериканских игр (1979) и Игр Содружества (1978), 11-кратный чемпион Канады первый велогонщик в истории, владевший одновременно мировыми рекордами на всех трёх дистанциях в гите (200 и 500 м с хода и 1000 м с места); впоследствии чемпион мира среди ветеранов в возрастных категориях 40—45 и 50—55 лет. Кавалер ордена Канады (1986), член Зала славы канадского велоспорта (2015).

## Биография
Родился в 1953 году в Ниагара-Фолс в семье Билла и Бетти Синглтон. Любительскую карьеру в велоспорте начал в 17 лет, после первой победы в чемпионате Канады по спринтерским трековым велогонкам на некоторое время переехал в Великобританию, где тренировался у Эдди Соэнса. В 1976 году представлял Канаду на Олимпийских играх в Монреале, где занял 9-е место в спринте. В 1978 году завоевал на Играх Содружества в Эдмонтоне две медали: золото в соревнованиях тандемов и бронзу в гите на 1000 м. Через год на Панамериканских играх в Сан-Хуане стал двукратным чемпионом, одержав победу в гите на 1000 м с места и спринте. В 1979 году завоевал также свою первую медаль на чемпионатах мира, став серебряным призёром в гите на 1000 м с места.
К очередному олимпийскому году подошёл на второй позиции в мировом рейтинге трековых велогонщиков и как один из основных претендентов на золотые медали. Однако присоединение Канады к бойкоту Олимпийских игр в Москве лишило Синглтона возможности бороться за награды. В качестве компенсации правительство Канады организовало альтернативные соревнования для 20 ведущих спортсменов страны. На этих соревнованиях, прошедших в октябре 1980 года, Синглтон за одни сутки обновил мировые трековые рекорды в гите 200 и 500 м с хода и 1000 м с места и стал первым в истории одновременным обладателем всех трёх спинтерских трековых рекордов.
В 1981 году в Брно завоевал вторую серебряную медаль чемпионатов мира, на этот раз в спринте, и остался четвёртым в соревнованиях по кейрину. В 1982 году Синглтон стал первым канадцем — чемпионом мира в трековых велогонках, победив в кейрине. В спринте он дошёл до финала, но в решающем заезде столкнулся с японцем Коити Накано. Судьи посчитали виновным в столкновении канадца и присудили золото Накано, а Синглтон довольствовался серебром. Сам канадский велогонщик впоследствии настаивал, что столкновение произошло по вине соперника. В этой аварии он сломал ключицу, и это положило преждевременный конец его карьере в большом спорте.
Завершив выступления в 1982 году, стал владельцем автомагазина вблизи города Сент-Катаринс в регионе Ниагара; позже совладельцем магазина стал сын Синглтона Крис. В 1990-е годы Гордон Синглтон вернулся на трек и принимал участия в соревнованиях ветеранов. В 1998 году он завоевал две золотых медали чемпионата мира в возрастной категории 40—45 лет (спринт и гит на 750 м), а в 2006 году добавил к ним победу в спринте в возрастной категории 50—55 лет. В 2000-е годы также активно участвовал в программе развития велоспринта в Канаде как консультант и тренер.
В 1986 году произведён в кавалеры ордена Канады. В 2015 году, в год создания Зала славы канадского велоспорта, стал одним из его первых членов. Летом 2023 года у Синглтона был диагностирован рак предстательной железы, и он скончался в марте 2024 года у себя дома, оставив после себя жену Луэнн и двух сыновей.